# Worcester (circonscription britannique)
Pour les articles homonymes, voir Worcester (homonymie).
Circonscription parlementaire de la Chambre des communes
La circonscription de Worcester est une circonscription située dans le Worcestershire et représentée à la Chambre des communes du Parlement britannique.

## Géographie
La circonscription comprend la ville de Worcester.

## Députés
Les Members of Parliament (MPs) de la circonscription sont :
La circonscription apparue en 1295 et fut représentée par Henry Spelman (1625-1626), Thomas Street (1659-1681), Francis Winnington (1679-1685), John Somers (1689-1693), Samuel Sandys (1718-1744), Thomas Wilde (1841-1846) et William Laslett (1868-1874).
Depuis 1885
| Législature | Années        | Député                  | Député                   | Parti        |
| ----------- | ------------- | ----------------------- | ------------------------ | ------------ |
| Worcester   |               |                         |                          |              |
| 23e         | 1885–1886     |                         | George Higginson Allsopp | Conservateur |
| 24e         | 1886–1892     |                         | George Higginson Allsopp | Conservateur |
| 25e         | 1892–1895     |                         | George Higginson Allsopp | Conservateur |
| 26e         | 1895–1899     |                         | George Higginson Allsopp | Conservateur |
| 27e         | 1900–1906     |                         | George Higginson Allsopp | Conservateur |
| 28e         | 1906–1908     | George Henry Williamson |                          | Conservateur |
| 28e         | 1908-1910     | Edward Goulding         |                          | Conservateur |
| 29e         | 1910–1910     | Edward Goulding         |                          | Conservateur |
| 30e         | 1910–1918     | Edward Goulding         |                          | Conservateur |
| 31e         | 1918–1922     | Edward Goulding         |                          | Conservateur |
| 32e         | 1922–1923     |                         | Richard Robert Fairbairn | Libéral      |
| 33e         | 1923–1924     |                         | Crawford Greene          | Conservateur |
| 34e         | 1924–1929     |                         | Crawford Greene          | Conservateur |
| 35e         | 1929–1931     |                         | Crawford Greene          | Conservateur |
| 36e         | 1931–1935     |                         | Crawford Greene          | Conservateur |
| 37e         | 1935–1945     |                         | Crawford Greene          | Conservateur |
| 38e         | 1945–1950     | George Ward             |                          | Conservateur |
| 39e         | 1950–1951     | George Ward             |                          | Conservateur |
| 40e         | 1951–1955     | George Ward             |                          | Conservateur |
| 41e         | 1955–1959     | George Ward             |                          | Conservateur |
| 42e         | 1959–1961     | George Ward             |                          | Conservateur |
| 42e         | 1961-1964     | Peter Walker            |                          | Conservateur |
| 43e         | 1964–1966     | Peter Walker            |                          | Conservateur |
| 44e         | 1966–1970     | Peter Walker            |                          | Conservateur |
| 45e         | 1970–1974     | Peter Walker            |                          | Conservateur |
| 46e         | 1974–1974     | Peter Walker            |                          | Conservateur |
| 47e         | 1974–1979     | Peter Walker            |                          | Conservateur |
| 48e         | 1979–1983     | Peter Walker            |                          | Conservateur |
| 49e         | 1983–1987     | Peter Walker            |                          | Conservateur |
| 50e         | 1987–1992     | Peter Walker            |                          | Conservateur |
| 51e         | 1992–1997     | Peter Luff              |                          | Conservateur |
| 52e         | 1997–2001     |                         | Michael Foster           | Travailliste |
| 53e         | 2001–2005     |                         | Michael Foster           | Travailliste |
| 54e         | 2005–2010     |                         | Michael Foster           | Travailliste |
| 55e         | 2010–2015     |                         | Robin Walker             | Conservateur |
| 56e         | 2015–2017     |                         | Robin Walker             | Conservateur |
| 57e         | 2017–2019     |                         | Robin Walker             | Conservateur |
| 58e         | 2019–2024     |                         | Robin Walker             | Conservateur |
| 59e         | 2024–en cours |                         | Tom Collins              | Travailliste |

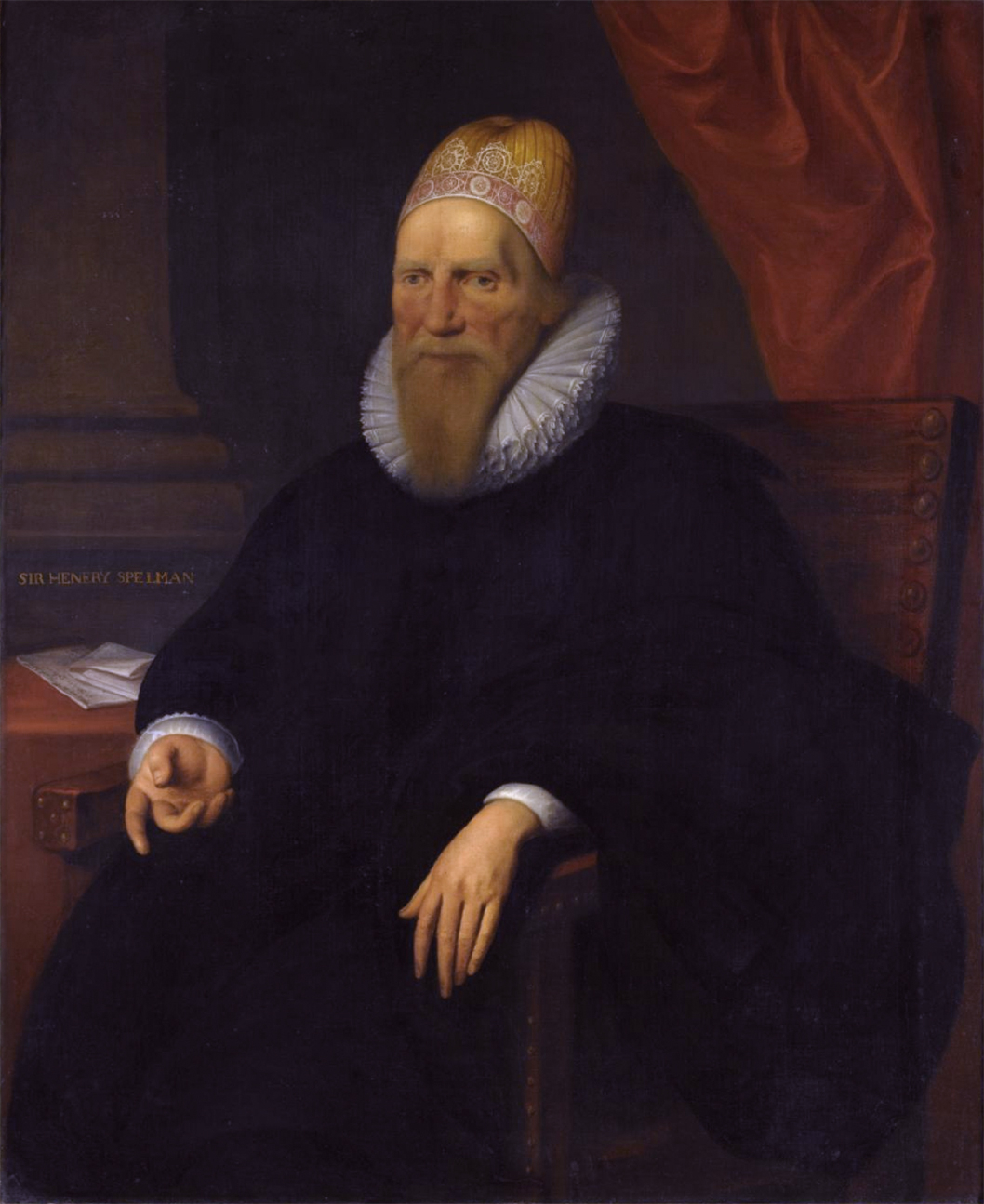
Henry Spelman (1625-1626), par Cornelis Janssens
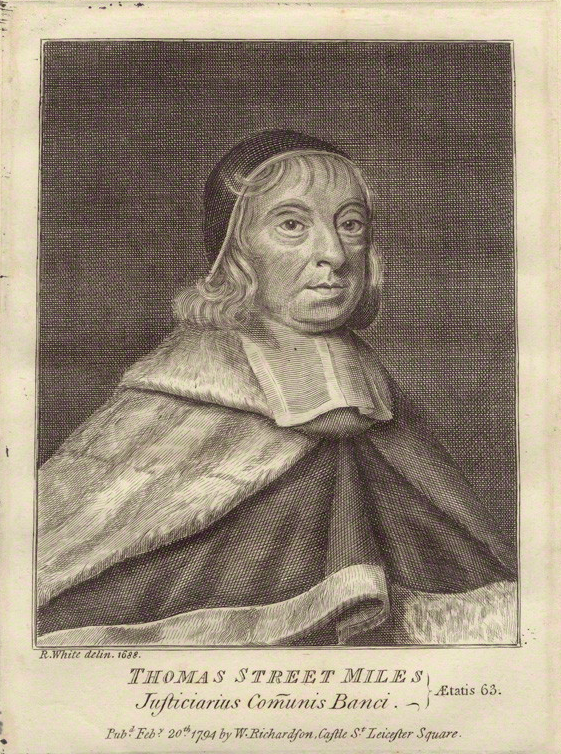
Thomas Street (1659-1681)
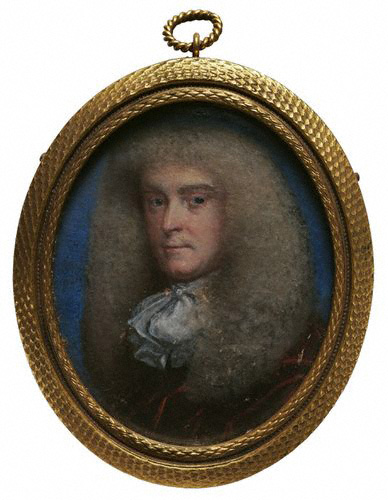
Francis Winnington (1679-1685)
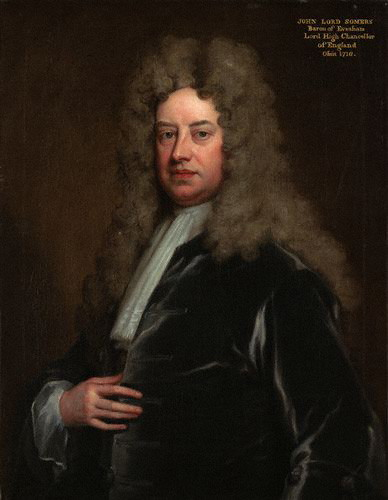
John Somers (1689-1693), par Godfrey Kneller
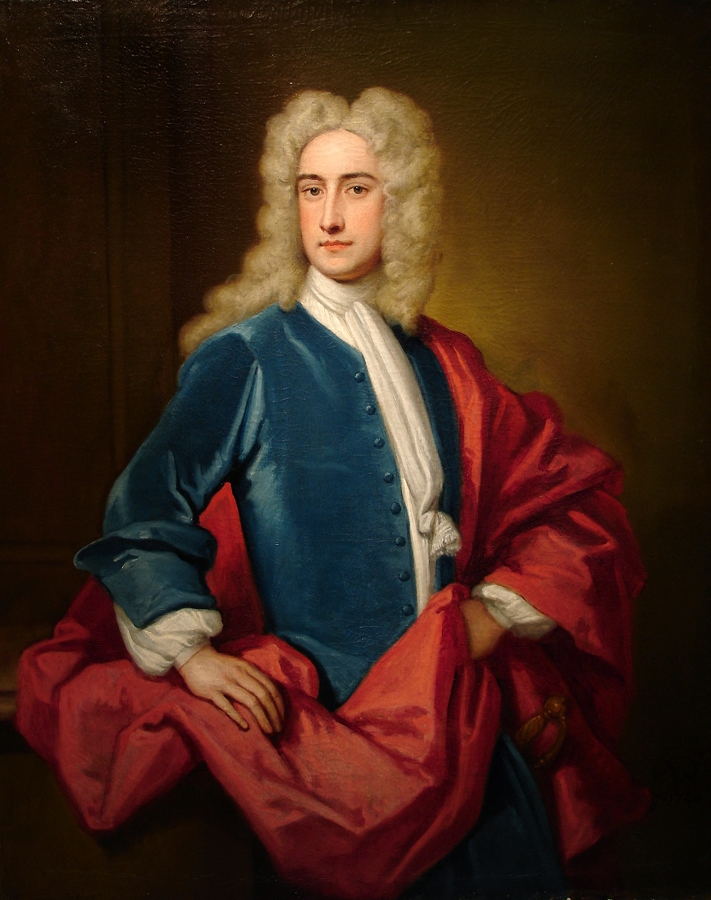
Samuel Sandys (1718-1744), par Godfrey Kneller
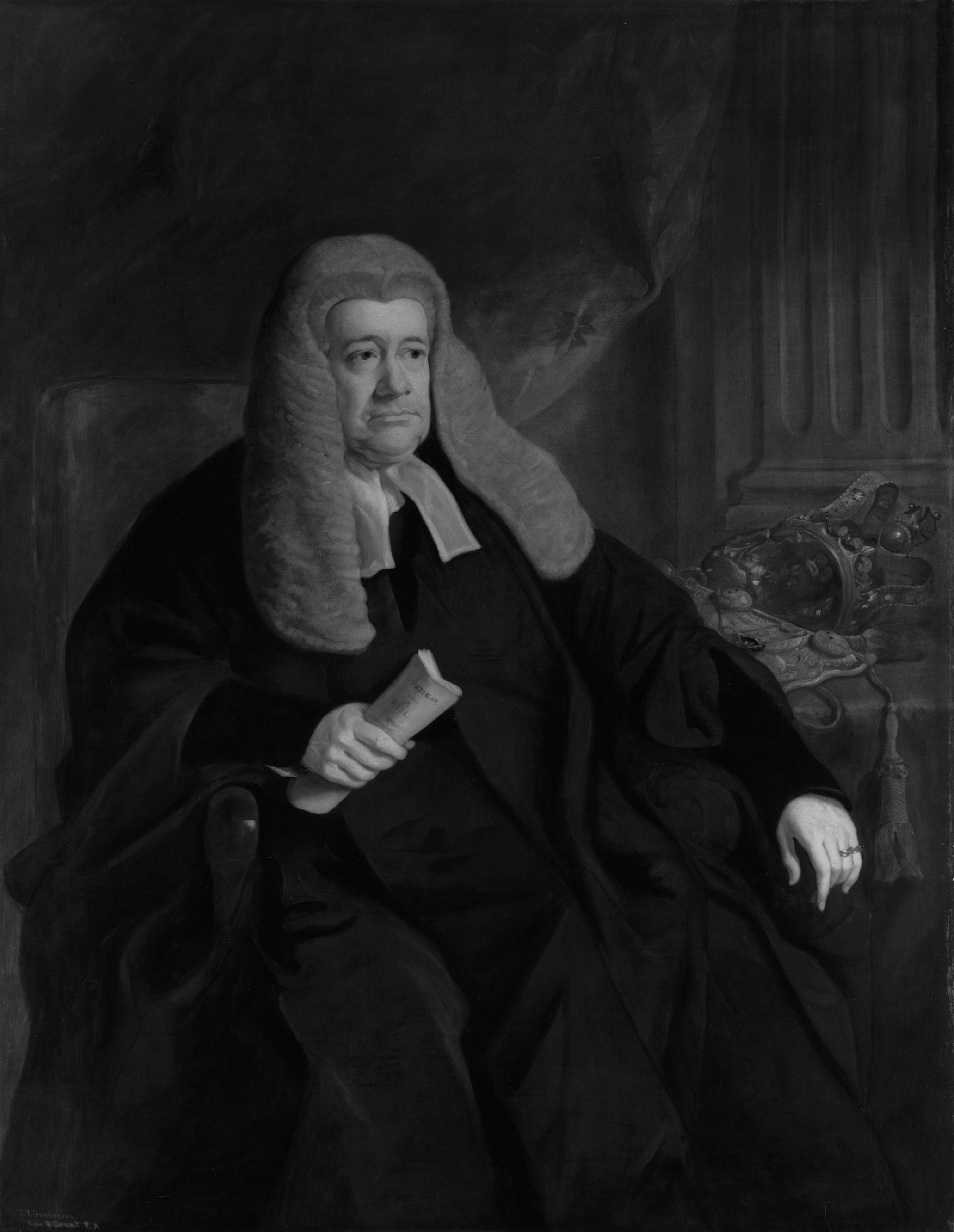
Thomas Wilde (1841-1846)
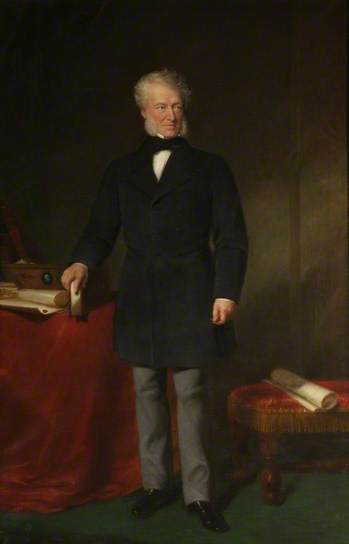
William Laslett (1868-1874)
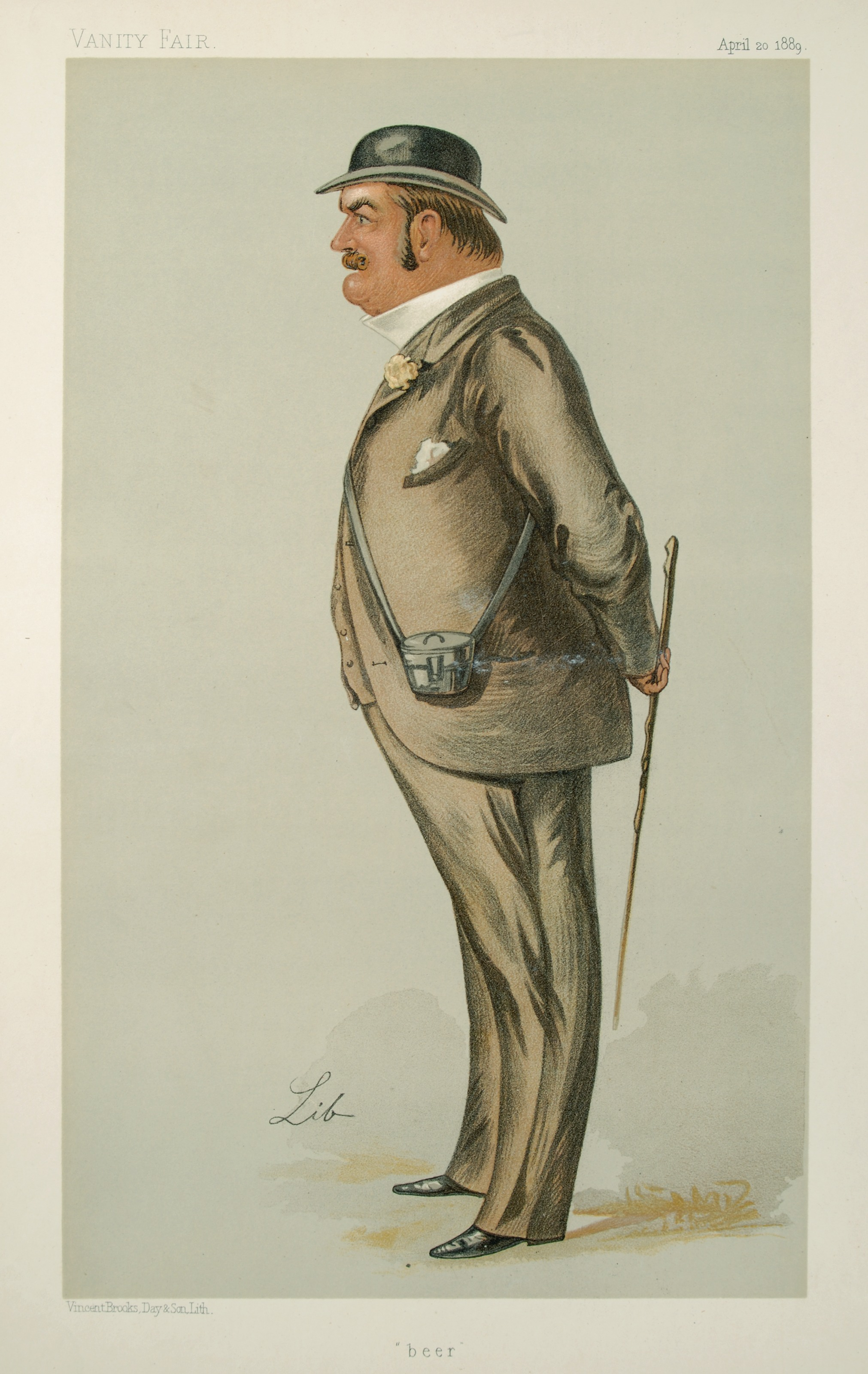
George Higginson Allsopp (1885-1906), par Lib (Vanity Fair)
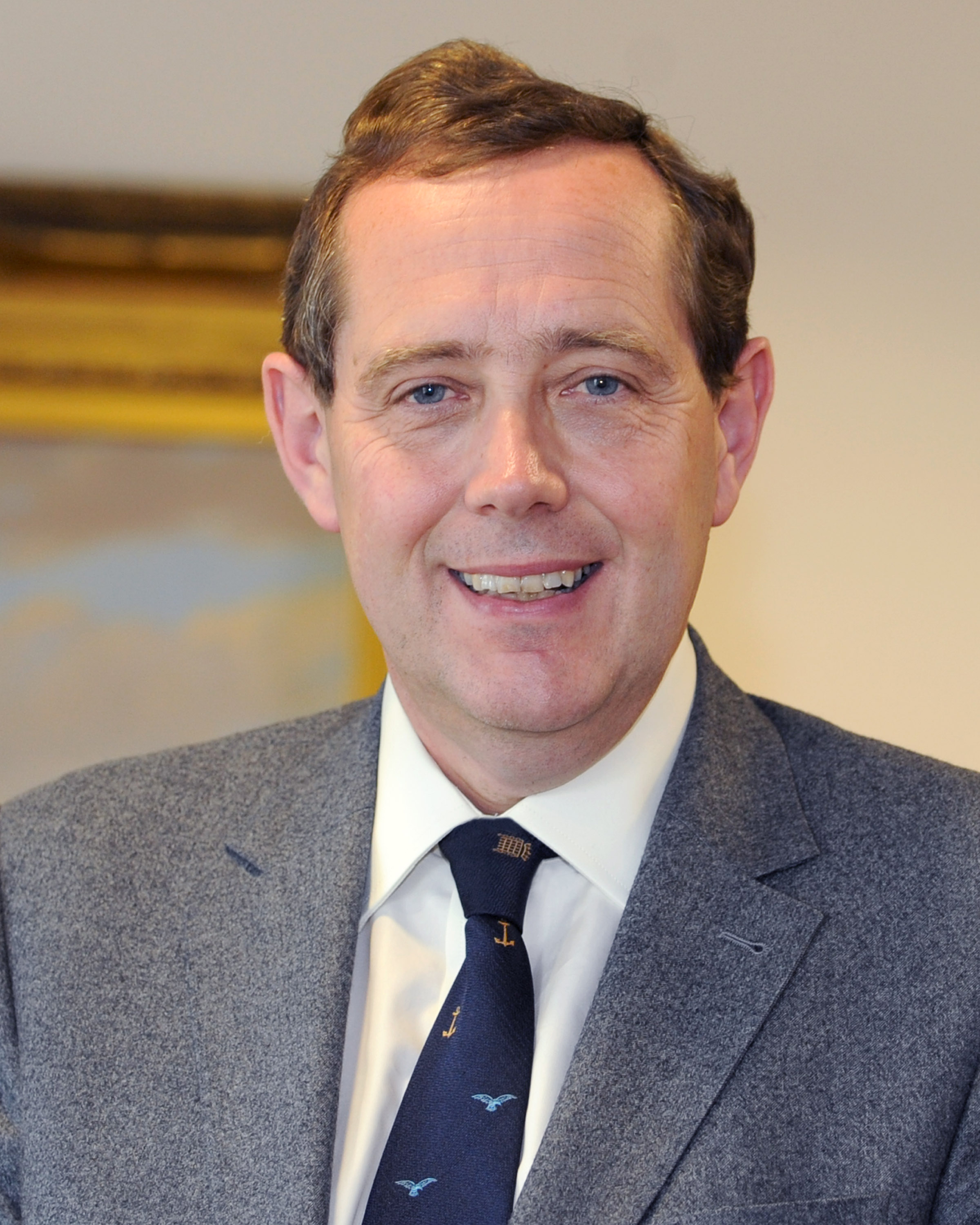
Peter Luff (1992-1997)
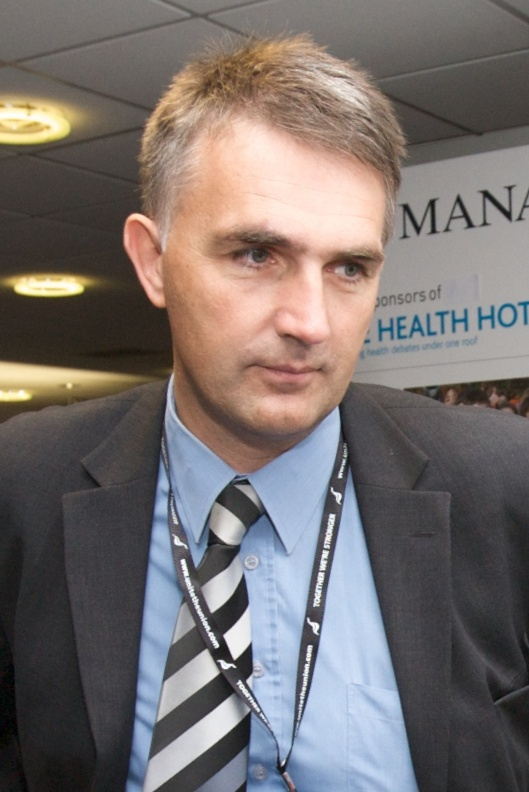
Michael Foster (1997-2010)
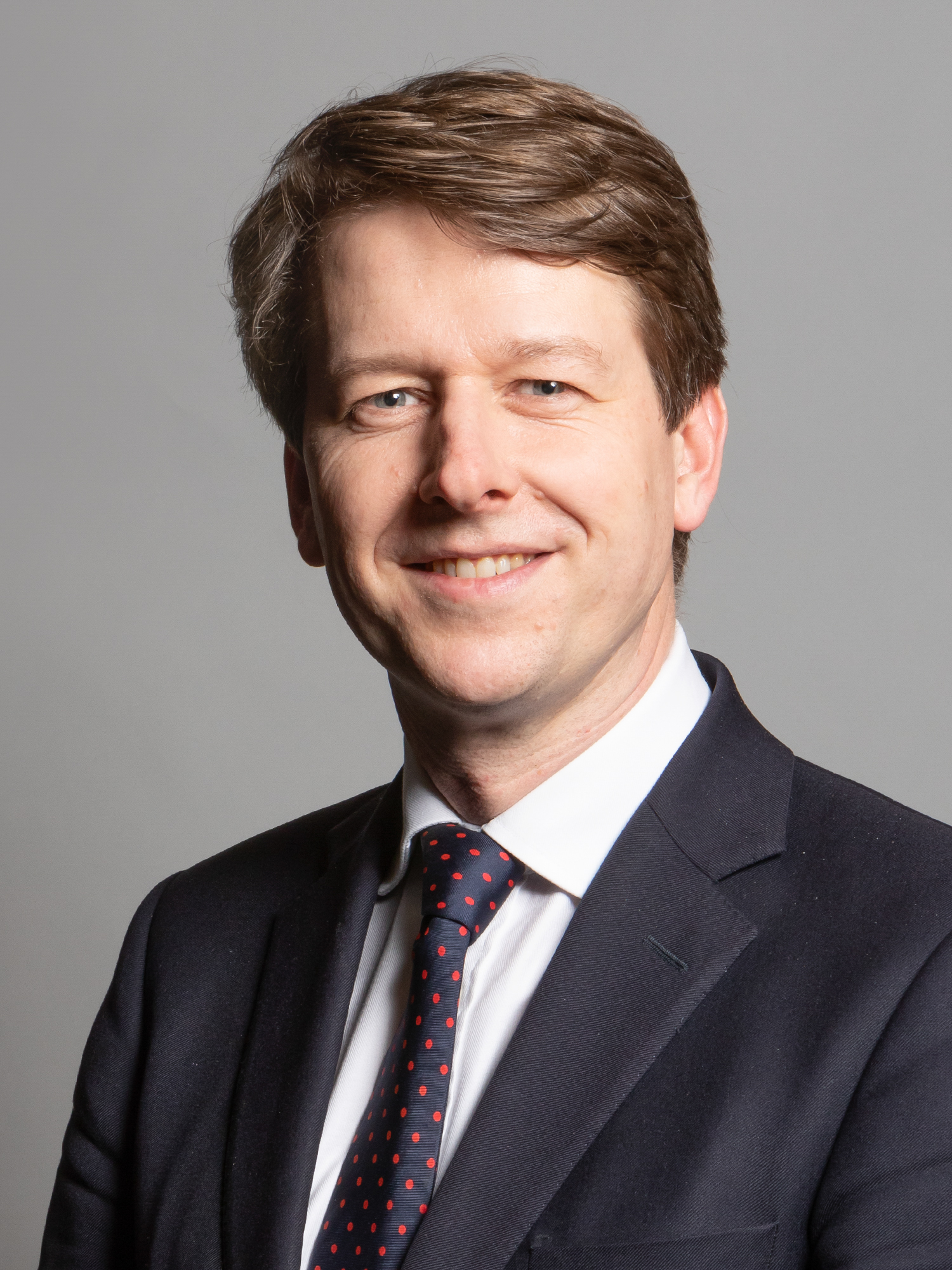
Robin Walker (2010-2024)
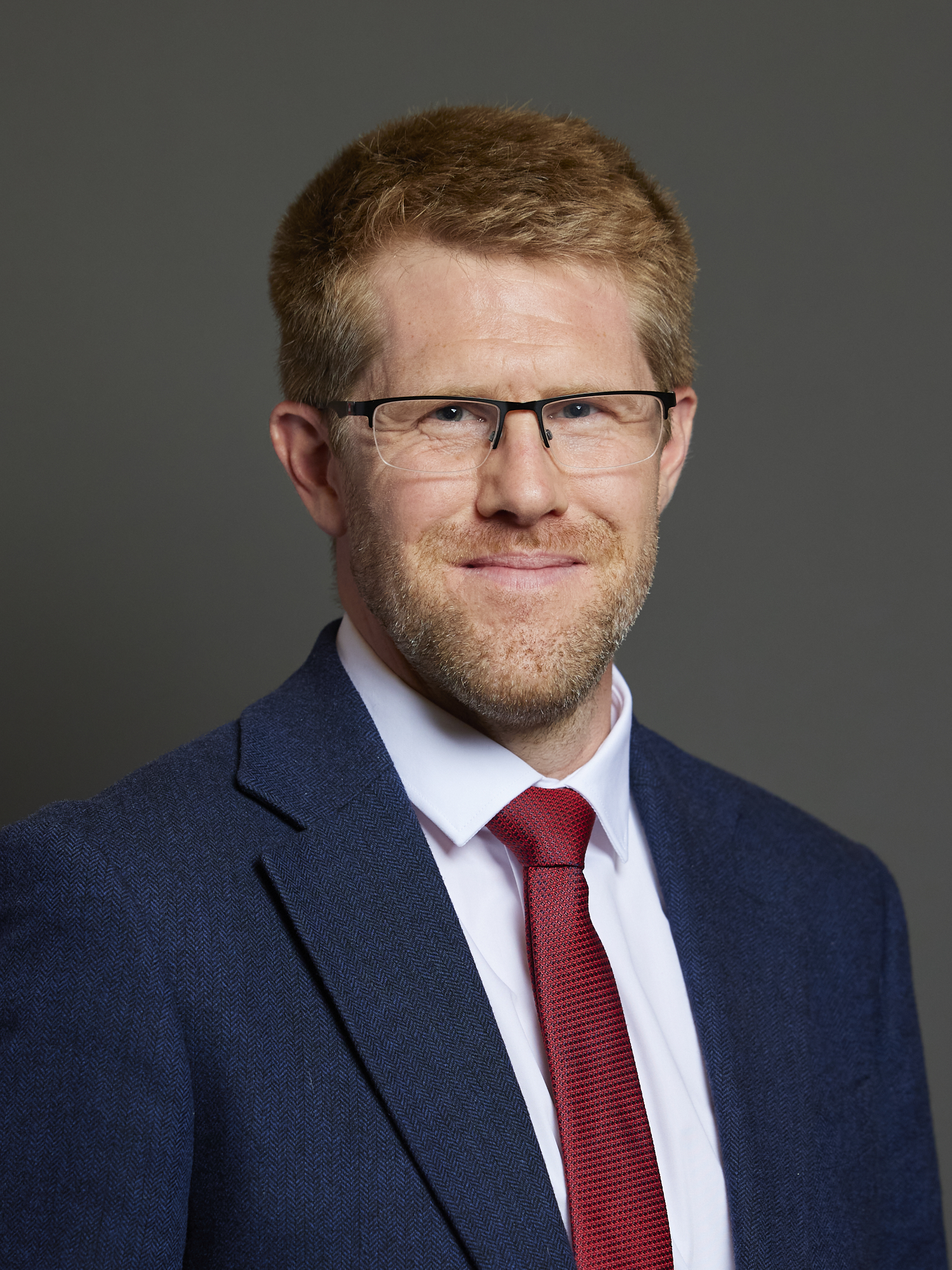
Tom Collins (2024-en cours)